# Seznam prvních dam Československa
Seznam prvních dam Československa představuje chronologický seznam žen po boku prezidentů Československa, které byly tradičně označovány jako první dámy. Pozice první dámy nebyla v Československu nijak zákonně ukotvena, šlo pouze o reprezentační roli vycházející ze zvyklostí a etikety diplomatických styků. Roli prvních dam zpravidla vykonávala manželka prezidenta republiky, pak také případně dcera, která s ním působila v prezidentské kanceláři.
Po úmrtí svých matek působily v roli dcery Tomáše Garrigua Masaryka a Emila Háchy. Alice Masaryková převzala reprezentační roli po úmrtí své matky v roce 1923, avšak z důvodu nemoci Charlotty Garrigue Masarykové, fakticky otce doprovázela ještě před matčinou smrtí. Marie Háchová se prezidentství svého muže nedožila, takže ji od roku 1938 během působení Emila Háchy v úřadu prezidenta nahrazovala jejich dcera Milada Rádlová.

## Chronologický přehled
| Pořadí | Portrét                       | Jméno (narození–úmrtí)                    | Nástup do pozice   | Opuštění pozice           | Délka působení v pozici | Prezident                                 | V úřadu prezidenta  |
| ------ | ----------------------------- | ----------------------------------------- | ------------------ | ------------------------- | ----------------------- | ----------------------------------------- | ------------------- |
| 1.     | Charlotta Garrigue Masaryková | Charlotta Garrigue Masaryková (1850–1923) | 14. listopadu 1918 | 13. května 1923 (zemřela) | 4 roky a 183 dní        | Tomáš Garrigue Masaryk (sňatek 1878)      | 1918–1935           |
| 2.     | Alice Garrigue Masaryková     | Alice Garrigue Masaryková (1879–1966)     | 13. května 1923    | 14. prosince 1937         | 12 let a 212 dní        | Tomáš Garrigue Masaryk (dcera prezidenta) | 1918–1935           |
| 3.     | Hana Benešová                 | Hana Benešová (1885–1974)                 | 18. prosince 1935  | 5. října 1938             | 2 roky a 291 dní        | Edvard Beneš (sňatek 1909)                | 1935–1938           |
| 4.     | Milada Rádlová                | Milada Rádlová (1903–1989)                | 30. listopadu 1938 | 15. března 1939           | 105 dní                 | Emil Hácha (dcera prezidenta)             | 1938–1939           |
| 3.     | Hana Benešová                 | Hana Benešová (1885–1974)                 | 21. července 1940  | 2. dubna 1945             | 4 roky a 255 dní        | Edvard Beneš (sňatek 1909)                | 1940–1945 (v exilu) |
| 3.     | Hana Benešová                 | Hana Benešová (1885–1974)                 | 2. dubna 1945      | 7. června 1948            | 3 roky a 66 dní         | Edvard Beneš (sňatek 1909)                | 1945–1948           |
| 5.     | Marta Gottwaldová             | Marta Gottwaldová (1899–1953)             | 14. června 1948    | 14. března 1953           | 4 roky a 273 dní        | Klement Gottwald (sňatek 1928)            | 1948–1953           |
| 6.     | Marie Zápotocká               | Marie Zápotocká (1890–1981)               | 21. března 1953    | 13. listopadu 1957        | 4 roky a 237 dní        | Antonín Zápotocký (sňatek 1910)           | 1953–1957           |
| 7.     | Snímek není k dispozici       | Božena Novotná (1910–1980)                | 19. listopadu 1957 | 22. března 1968           | 10 let a 124 dní        | Antonín Novotný (sňatek 1929)             | 1957–1968           |
| 8.     | Irena Svobodová               | Irena Svobodová (1901–1980)               | 30. března 1968    | 28. května 1975           | 7 let a 59 dní          | Ludvík Svoboda (sňatek 1923)              | 1968–1975           |
| 9.     | Snímek není k dispozici       | Viera Husáková (1923–1977)                | 29. května 1975    | 20. října 1977 (zemřela)  | 2 roky a 144 dní        | Gustáv Husák (sňatek 1973)                | 1975–1989           |
| 10.    | Olga Havlová                  | Olga Havlová (1933–1996)                  | 29. prosince 1989  | 20. července 1992         | 2 roky a 204 dní        | Václav Havel (sňatek 1964)                | 1989–1992           |